# Ostewehr

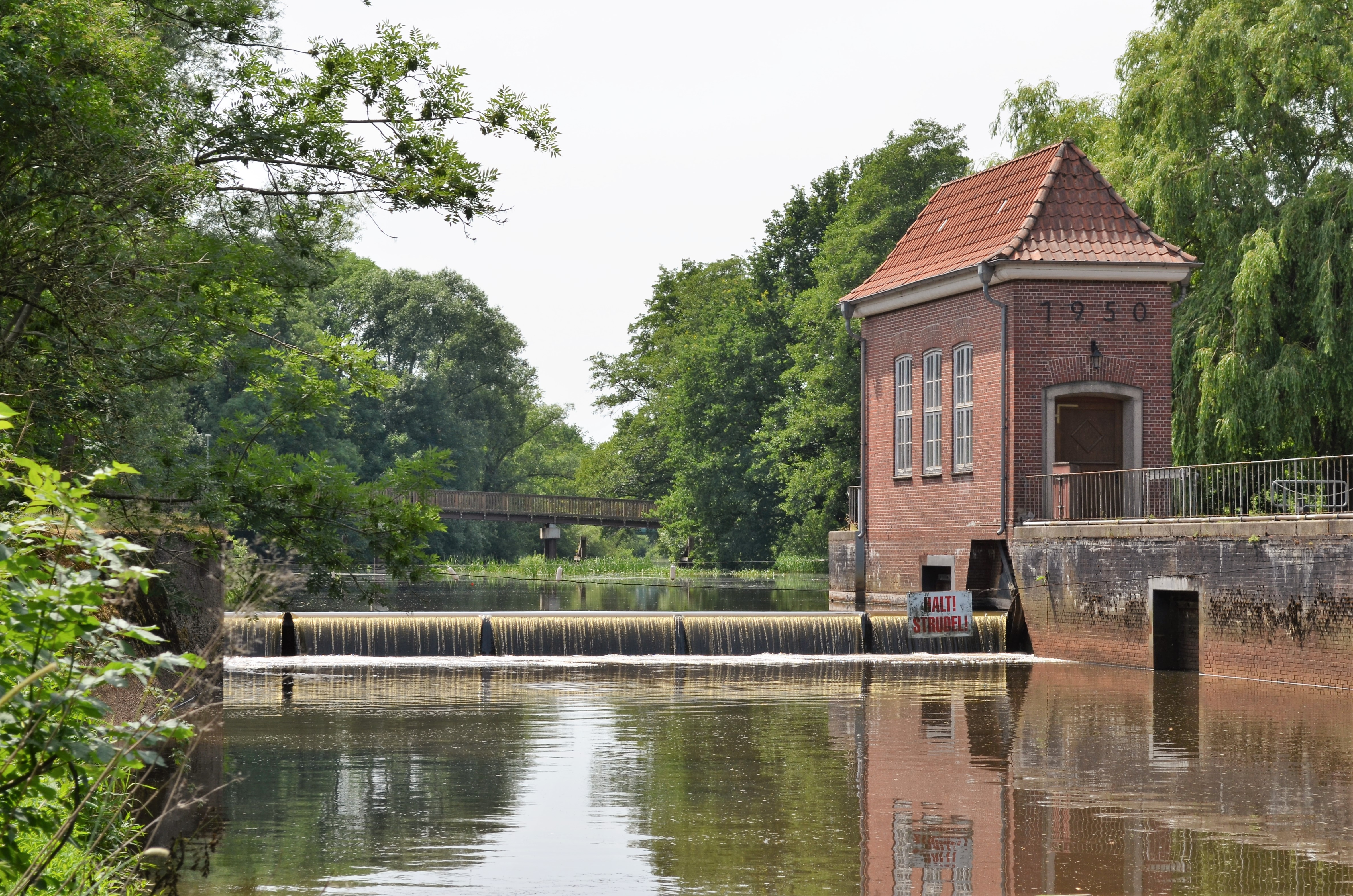
Ostewehr, Ansicht von Nordosten (2018)

Das Ostewehr am Oste-Hamme-Kanal zwischen Ostebrücke (B 71) und Fußgängerbrücke (Auepark–Vorwerk) in der niedersächsischen Stadt Bremervörde wurde zur Mitte des 20. Jahrhunderts gebaut. Aktuell (2025) wird es noch genutzt.
Die Anlage steht seit 2018 unter Denkmalschutz (siehe auch Liste der Baudenkmale in Bremervörde).

## Geschichte und Beschreibung
Bremervörde war um 1000 Sitz der Wasserburg Vörde an der Oste und gehört zum Landkreis Rotenburg (Wümme). Durch die Oste wurde die Stadt auch auf dem Wasserweg versorgt. Der Oste-Hamme-Kanal, gebaut von 1769 bis 1790, diente der Entwässerung des Teufelsmoors sowie dem Frachtverkehr in Richtung Bremen und Hamburg mit Torfkähnen. Ab den 1860er Jahren wurden zahlreiche Klappstaue und Doppelschleusen eingebaut um die Torfschifffahrt zu erleichtern und zur Regulierung der Wasserstände.
Die Wehranlage dieser Doppelschleuse besteht aus
- der Schleuse von 1950 (Inschrift), bestehend aus zwei Wehren, davon eines mit Schleuse; die Wehrklappen werden einseitig angetrieben durch einen langsam drehenden 2-PS-Motor, die Schleusentore sind manuell bedienbar,
- dem eingeschossigen Maschinenhaus in Backstein auf der zentralen Insel, mit pfannengedecktem Walmdach[2]
- und dem eingeschossigen Schleusenwärterhaus als Wirtschaftsgebäude von 1950 (Inschrift) in Backstein mit pfannengedecktem Walmdach, Fassaden mit Segmentbogenöffnungen.[3]

Ein Abriss der Wehranlage verbunden mit dem Bau einer Sohlgleite aus ökologischen Gründen wurde seit 2019 geplant und von örtlichen Kräften abgelehnt.
Das Landesdenkmalamt befand u. a.: „… An ihrer Erhaltung besteht aus geschichtlichen und städtebaulichen Gründen wegen des orts- und technikgeschichtlichen sowie landschaftsbildprägenden Zeugniswerts ein öffentliches Interesse.“